# Estació de Puçol
L'Estació de Puçol, és una estació de ferrocarril situada al nord del municipi de Puçol a la comarca de l'Horta Nord de la província de València. Situada entre l'estació del Puig i l'estació de Sagunt, s'hi aturen tots els combois de les línies C-5 i C-6 de la xarxa de Rodalies Renfe de València direcció Sagunt i direcció València-Nord.
L'estació es troba a la línia del Corredor Mediterrani, per la qual cosa passen molts trens de llarg recorregut sense parar.
L'estació és prou nova amb un ampli aparcament, sala d'espera i venda de bitllets.
L'estació està a l'extrem nord del nucli urbà.
| Procedència/Destinació     | <                  | Línia | >      | Procedència/Destinació |
| -------------------------- | ------------------ | ----- | ------ | ---------------------- |
| Rodalies València de Renfe |                    |       |        |                        |
| València-Nord              | València-Cabanyal  | C-5   | Sagunt | Caudiel                |
| València-Nord              | El Puig            | C-6   | Sagunt | Castelló de la Plana   |
| València-Nord              | València-Cabanyal¹ | CIVIS | Sagunt |                        |

1. Aquesta és l'estació anterior o següent als trens CIVIS